# Sukur
Sukur (sindsko سکر‎; urdujsko سكھر‎) je mesto v pakistanski provinci Sind ob zahodnem bregu reke Ind, neposredno nasproti zgodovinskega mesta Rohri. Sukur je tretje največje mesto v Sindu za Karačijem in Hiderabadom ter 14. največje mesto v Pakistanu po številu prebivalcev. Mesto je prvotno ustanovila dinastija Rai iz Sindha. Moderno mesto je bilo zgrajeno v 1840-ih. New Sukur je bil ustanovljen v britanski dobi poleg vasi Sukur. Sukurjev hrib skupaj s hribom na rečnem otoku Bukur tvori tisto, kar včasih velja za Vrata Sindha.

## Etimologija
Ime Sukur izhaja iz besede sakhar v sindškem jeziku, ki pomeni 'vrhunski'.

## Zgodovina
Območje okrog Sukurja je bilo naseljeno že tisočletja. Ruševine Lakhan-džo-daro, ki so v bližini industrijskega parka na obrobju Sukurja, izvirajo iz zrelega harapskega obdobja civilizacije doline Inda, med letoma 2600 pr. n. št. in 1900 pr. n. št. pokrivajo več kot 300 hektarjev površine in so oglaševano kot drugo največje mesto civilizacije doline Inda, le 75 kilometrov stran od drugega večjega mesta v Civilizacija doline Inda, Mohendžo daro.
Do 12. stoletja sta bila Rohri in Sukur vključena v oblast Bhati Radžputov.
Stari Sukur je bil sprva majhna vas pred ustanovitvijo vojaške garnizije leta 1839. Sukur je bil zgrajen na nizkem apnenčastem grebenu na bregovih reke Ind. Mesto je bilo nekoč obdano z nasadi datljevih palm, za katere se je tradicionalno verjelo, da so zrasle iz zavrženih datljevih koščic arabskih zavojevalcev v 8. stoletju.
Vas Sukur je bila neposredno nasproti večjega mesta Rohri, ki je do leta 1200 služilo kot prometno pristanišče ob Indu in je bilo glavno trgovsko središče za kmetijske pridelke. 26 m visok minaret je bil zgrajen v Sukurjevem svetišču Mir Masum Šaha leta 1607.

### Britanska oblast
Sodobni Sukur ali Novi Sukur je bil zgrajen med britansko vladavino ob nekdaj majhni vasici neposredno nasproti zgodovinskega mesta Rohri. Britanci so leta 1839 tu ustanovili vojaško garnizijo, ki je bila opuščena leta 1845, čeprav je Sukur še naprej postajal vse pomembnejši kot trgovsko središče. Občina Sukur je bila ustanovljena leta 1862.
Železniški most Lansdowne, dokončan leta 1889, povezuje Sukur z Rohrijem čez Ind in je bil eden prvih mostov, ki so prečkali reko. Most je olajšal potovanje med Karačijem in Multanom. Zgrajen je bil z dvema velikima stebroma in ne z nizom stebrov, ki segajo čez reko – vrhunska zasnova za tako širok razpon. Tudi most je bil izdelan iz kovine in ima nenavaden dizajn.
Jez Sukur (prej imenovan Lloyd Barrage), zgrajen pod Britanskim Rajem na reki Ind, nadzoruje enega največjih namakalnih sistemov na svetu. Zasnoval ga je Sir Arnold Musto KCIE, zgrajen pa je bil pod splošnim vodstvom sira Charltona Harrisona med letoma 1923 in 1932. 1524 m dolg jez je izdelan iz rumenega kamna in jekla in lahko napoji skoraj 10 milijonov hektarjev (40.000 km²) kmetijskih zemljišč skozi svojih sedem velikih kanalov.
Na predvečer razdelitve Britanske Indije leta 1947 je bilo staro mestno jedro Sukurja približno 10.000 prebivalcev, medtem ko je bilo v Novem Sukurju 80.000 prebivalcev.

### Sodobnost
Po nastanku Pakistana se je večina mestnega hindujskega prebivalstva preselila v Indijo, čeprav kot večina Sindha Sukur ni doživel obsežnih nemirov, ki so se zgodili v Pandžabu in Bengalu. Po popisu leta 1941 je bilo okoli 70 % prebivalstva Sukurja hindujcev, to število pa se je do popisa leta 1951 zaradi delitve zmanjšalo na 2 %. Vendar pa je bilo med letoma 1947 in 1948 v celotnem Sindu ubitih manj kot 500 hindujcev, saj so se sindhi muslimani večinoma uprli pozivom, naj se obrnejo proti svojim hindujskim sosedom. Hindujci niso množično pobegnili iz Sukurja, dokler 6. januarja 1948 v Karačiju niso izbruhnili nemiri, ki so sejali strah med hindujci v Sindu kljub dejstvu, da so bili nemiri lokalni in povezani s sikhskimi begunci iz Pandžaba, ki so iskali zatočišče v Karačiju. Muslimanski begunci iz Indije so se naselili v Sukurju.
Industrijsko trgovsko posestvo Sindh v Sukurju je bilo ustanovljeno leta 1950. Ajubov most je bil zgrajen leta 1962 in se razteza čez reko Ind poleg železniškega mostu Landsdowne iz britanskega obdobja. Mesto je utrpelo velike poplave med pakistanskimi poplavami leta 2010, ki so poplavile velike dele mesta.

## Geografija
Majhen eocenski apnenčev izdanek, na katerem je bil ustanovljen Sukur, je najpomembnejša deformacija tal na prostranih ravninah vzdolž doline Inda v Sindu in Pandžabu. Izdanek je del Jacobabad-Khairpur višavja in hribovja Rohri. Izdanek, skupaj s podobnim izdankom na otoku Bukar, se včasih imenuje 'soteska Sukur' in je v zgodovini služil kot tradicionalna severna meja Sindha.

### Podnebje
Sukur ima vroče puščavsko podnebje (Köppnova podnebna klasifikacija BWh), za katero so značilna izjemno vroča in meglena poletja z blagimi in meglenimi zimami. Sukur je znan po izjemno vročih poletjih in je bil opisan kot najbolj vroče mesto v Britanski Indiji. Hitrost vetra je nizka skozi vse leto, sonca pa je veliko. Poletne temperature redno presegajo 50 °C. Suha vročina se pojavi od aprila do začetka junija, dokler se ne začne sezona monsunov. Monsuni v Sukurju niso zelo mokri, vendar prinašajo visoke točke rosišča, kar ima za posledico visoke toplotne indekse. Monsuni se umaknejo do septembra, vendar šele konec oktobra nastopi kratkotrajna jesenska sezona pred nastopom hladnih zim v regiji. Povprečna letna količina padavin v Sukkurju je 159,6 mm in se večinoma pojavlja v monsunski sezoni. Najvišja letna količina padavin je bila 698 mm, zabeležena leta 2022, najmanjša letna količina padavin pa je bila 0 mm leta 1941.

## Gospodarstvo
Gospodarstvo Sukurja je v veliki meri odvisno od kmetijskih pridelkov s kmetij severnega Sinda in služi kot trgovsko in predelovalno središče za kmetijsko blago. Mesto je nekoč imelo tudi živahno ladjedelniško industrijo.
Sukur je dobro povezan s preostalim delom Pakistana s cestami in železnicami, kar je privabilo nove industrije, kot so kemična proizvodnja, obdelava kovin in proizvodnja cementa.

### Kmetijstvo
Sukur je imel veliko rodovitno in obdelovalno zemljo. Med kharifom se gojijo riž, bajra, bombaž, paradižnik in grah; medtem ko so med rabi glavni pridelki pšenica, ječmen, graham in melone. Sukur je po vsem svetu znan po svojih datljih. Ima tudi velik rečni gozd ob toku Inda. Te tropske gozdove najdemo znotraj zaščitnih nasipov na obeh straneh Inda. V letih 1997–1998 je bila skupna gozdna površina 510 km², ki je prinesla 1600 m³ lesa in 760 m³ drva poleg drugih proizvodov.